# Bak Seutui
Bak Seutui is een bestuurslaag in het regentschap Aceh Besar van de provincie Atjeh, Indonesië. Bak Seutui telt 242 inwoners (volkstelling 2010).